# Конго на Светском првенству у атлетици на отвореном 2023.
Конго је учествовао на 19. Светском првенству у атлетици на отвореном 2023. одржаном у Будимпешти од 19. до 27. августа четрнаести пут. Репрезентацију Конга представљала је 1 такмичарка која се такмичили у трци на 100 метара., 
На овом првенству такмичарка Конга није освојила ниједну медаљу нити је осварила неки резултат.

## Учесници
Жене: 
- Наташа Нгоје Акамаби — 100 м

## Резултати

### Жене
| Атлетичарка          | Дисциплина | Лични рекорд | Квалификације | Квалификације | Полуфинале            | Полуфинале            | Финале                | Финале       | Детаљи |
| Атлетичарка          | Дисциплина | Лични рекорд | Резултат      | Место         | Резултат              | Место                 | Резултат              | Место        | Детаљи |
| -------------------- | ---------- | ------------ | ------------- | ------------- | --------------------- | --------------------- | --------------------- | ------------ | ------ |
| Наташа Нгоје Акамаби | 100 м      | 11,17        | 11,60         | 7. у гр. 4    | Није се квалификовала | Није се квалификовала | Није се квалификовала | 43 / 54 (56) |        |